# Bengt Holmström (bibliotekarie)
Bengt Ivar Holmström, född 23 augusti 1924 i Malmö, död där 16 januari 2006, var en svensk biblioteksman, författare, kulturpolitiker och litteraturkritiker. 
Efter studentexamen i Kristianstad 1944 blev Holmström filosofie kandidat vid Lunds universitet 1950 och utexaminerades från Statens biblioteksskola 1953. Han var redaktör på Allhems förlag 1950–1951, biblioteksassistent på Malmö stadsbibliotek 1952–1957 och på Cleveland Public Library i Ohio 1957–1958, förste biblioteksassistent på Malmö stadsbibliotek 1958–1961 och slutligen stadsbibliotekarie i Malmö 1962–1989. Han var redaktör för Biblioteksbladet 1960–1966 och  publicerade flera böcker samt var verksam som litteraturkritiker i dags- och tidskriftspress. 
År 1960 signerade Holmström den första större rationaliseringsutredningen i Sverige ("Organisation och arbetsmetoder vid kommunala bibliotek") och 1977 kom hans enmansutredning om det statliga litteraturstödet. Holmström innehade förtroendeposter och styrelseuppdrag i centrala biblioteksorgan, bland annat Statens kulturråds nämnd för litteratur och bibliotek, Svenska Folkbibliotekarieförbundet, Sveriges Allmänna Biblioteksförening och BTJ. Han var styrelseledamot i Skånes konstförening 1970–1980 och i Malmö stadsteater 1969–1991.
Holmström var sedan 1948 gift med filosofie kandidat Louise Holmström (1927–2006), född Kewenter. Han är gravsatt i minneslunden på Gamla kyrkogården i Malmö.